# 費淳
費淳（1739年—1811年），字筠浦，浙江錢塘（今杭州）人，清朝官員、封疆大吏。乾隆二十八年進士，歷任軍機章京、常州知府、雲南布政使、江蘇巡撫、福建巡撫、兩江總督、工部尚書、吏部尚書，累官至體仁閣大學士、國史館總裁。嘉慶十六年卒，諡文恪。

## 延伸阅读
[在维基数据编辑]
 《清史稿·卷316》
 《清史稿·卷343》，出自趙爾巽《清史稿》